# 克西罗库尔
克西罗库尔（法語：Xirocourt，法語發音：[ɡziʁɔkuʁ] ⓘ）是法国默尔特-摩泽尔省的一个市镇，位于该省南部，属于南锡区。

## 地理
克西罗库尔（48°25'50"N, 6°10'21"E）面积11.32 平方千米，位于法国大東部大區默尔特-摩泽尔省，该省份为法国东北部内陆省份，是洛林的一部分，北邻比利时、卢森堡，北起顺时针与摩泽尔省、下莱茵省、孚日省和默兹省接壤。
与克西罗库尔接壤的市镇（或旧市镇、城区）包括：阿夫拉库尔、布拉勒维尔、热尔蒙维尔、热翁库尔、普赖、圣菲尔曼、唐通维尔、沃德维尔、沃迪尼。
克西罗库尔的时区为UTC+01:00、UTC+02:00（夏令时）。

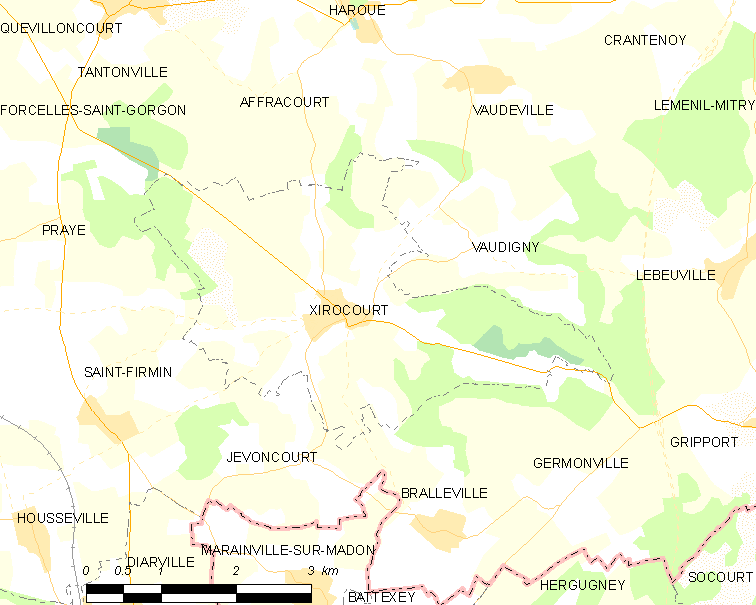
克西罗库尔的OSM定位图

## 行政
克西罗库尔的邮政编码为54740，INSEE市镇编码为54597。

## 政治
克西罗库尔所属的省级选区为梅讷欧桑图瓦县。

## 人口

1962-2008年间克西罗库尔人口变化图示

克西罗库尔于2022年1月1日时的人口数量为452人。